# كيفن جونسون (لاعب كرة قدم أمريكية)
كيفن جونسون (بالإنجليزية: Kevin Johnson)‏ هو لاعب كرة قدم أمريكية أمريكي، ولد في 5 أغسطس 1992 في Clarksville, Maryland ‏ في الولايات المتحدة.

## وصلات خارجية
- كيفن جونسون على موقع مرجع كرة القدم المحترفة.كوم (الإنجليزية)